# Объединённый ландтаг 1847 года

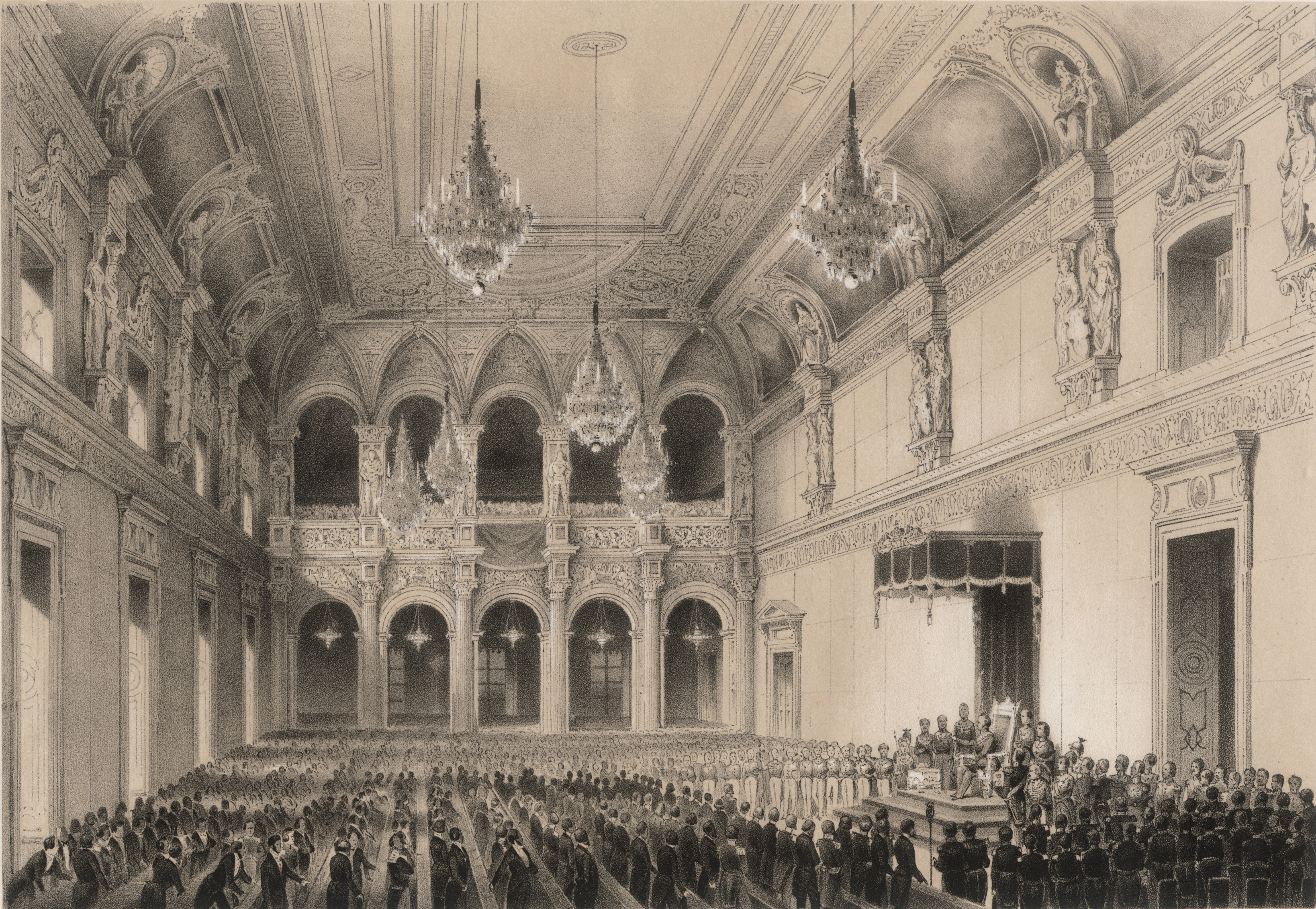
Открытие первого заседания объединённого ландтага в Белом зале Берлинского дворца

Объединённый ландтаг 1847 года (нем. Erster Vereinigter Landtag) — общее собрание сословных представителей провинциальных ландтагов Пруссии, созванное королём Фридрихом Вильгельмом IV для утверждения государственных займов, в первую очередь для строительства железных дорог. Заседал с 11 апреля по 26 июня 1847 года в Берлине.
Созыв общего сословного собрания был попыткой прусской монархии разрешить конституционные и финансовые вопросы без введения полноценного народного представительства. Несмотря на ограниченные полномочия, Объединённый ландтаг предоставил трибуну либеральной оппозиции и обострил конфликт между короной и сторонниками конституционных реформ. Отказ ландтага одобрить займы без гарантий политических прав стал важным событием в преддверии революции 1848 года.

## Предыстория

### Правление Фридриха Вильгельма III
После Наполеоновских войн все государства Германского союза, за исключением Пруссии и Австрии, приняли конституции в соответствии с 13 статьёй Союзного акта. Власти были заинтересованы в интеграции новых территорий, приобретённых в результате секуляризации и медиатизации германских княжеств. Конституция и парламент рассматривались как способ преодоления религиозных и региональных противоречий.

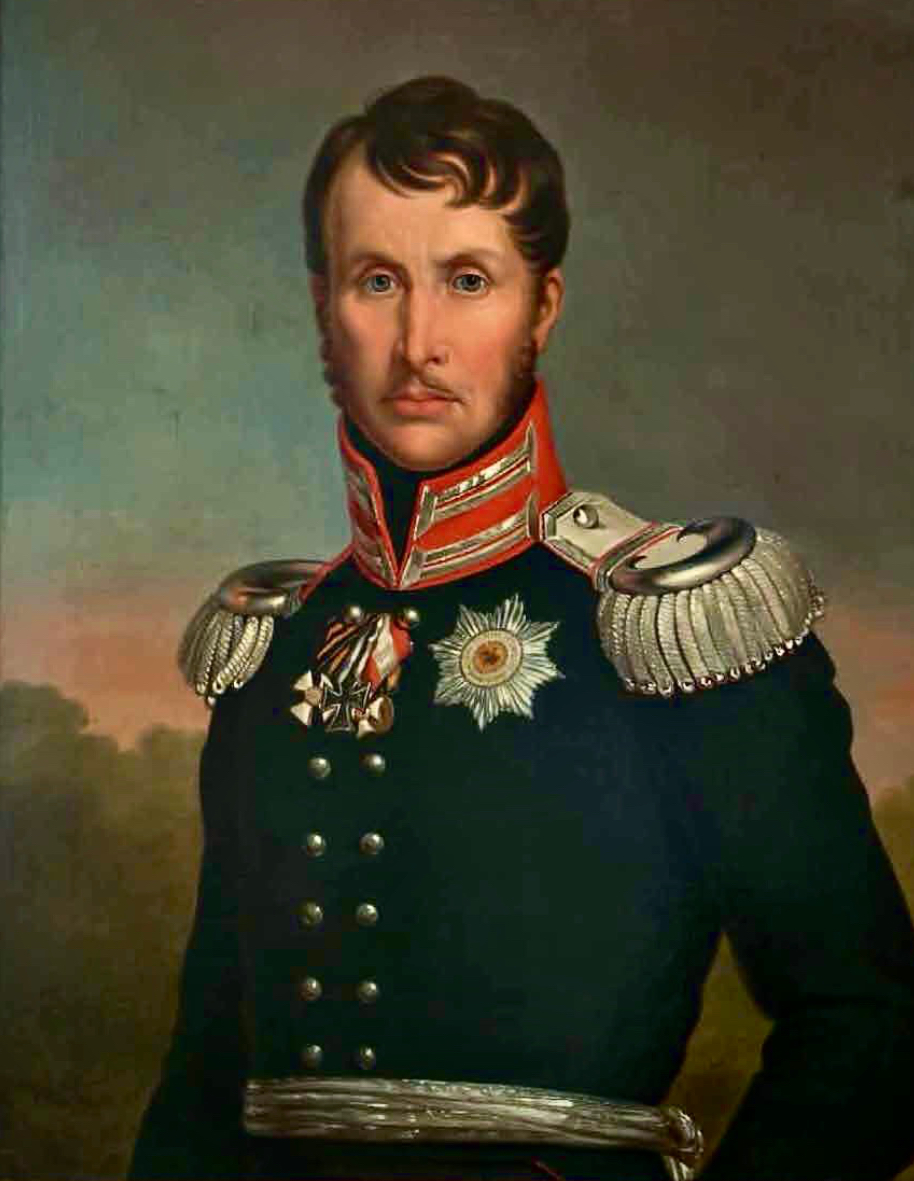
Фридрих Вильгельм III, король Пруссии в 1797—1840 годы

22 мая 1815 года король Пруссии Фридрих Вильгельм III подписал эдикт об учреждении представительного органа и принятии конституции. Канцлер Карл Август фон Харденберг откладывал решение конституционного вопроса. В 1823 году в Пруссии были учреждены провинциальные ландтаги. Эти собрания имели совещательные функции, собирались нерегулярно и были основаны на строгом сословном принципе, обеспечивавшем доминирование дворянства.
Однако принятый в 1820 году по инициативе Харденберга закон предусматривал, что правительство может брать новые займы только с одобрения представительного органа. Таким образом, канцлер заложил «бомбу замедленного действия», которая в долгосрочной перспективе вынудила бы правительство провести конституционные реформы. В 1820—1830-е годы закон о государственных займах не играл никакой роли, поскольку государство избегало крупных заимствований.

### Конституционный вопрос при Фридрихе Вильгельме IV

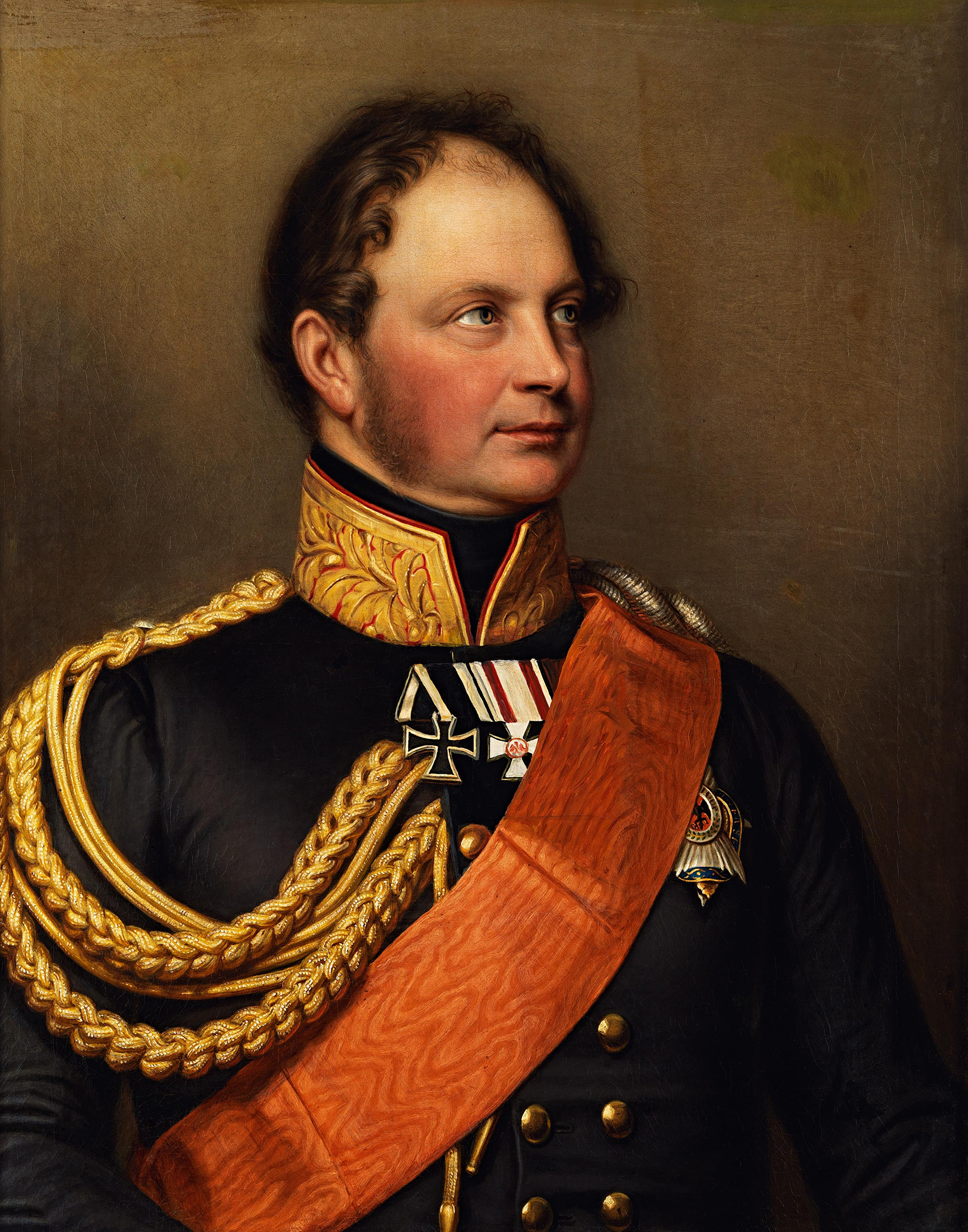
Фридрих Вильгельм IV, король Пруссии в 1840—1861 годы

Вступивший на престол в 1840 году Фридрих Вильгельм IV был противником конституционализма. Он придерживался консервативных взглядов, идеализируя средневековое сословное государство и принцип божественного права королей.
В 1840-е годы участие государства в железнодорожном строительстве, необходимом для объединения раздробленной территории Пруссии, привело к резкому увеличению финансовых потребностей правительства. Чтобы обойти законное требование о созыве парламента, в октябре 1842 года Фридрих Вильгельм IV собрал в Берлине сословный комитет (нем. ständischen Ausschuß), состоявший из двенадцати представителей от каждого провинциального ландтага. В ходе переговоров о займе для строительства железной дороги между Берлином и Кёнигсбергом делегаты указали на необходимость созыва общего ландтага. 10 ноября Фридрих Вильгельм распустил сословный комитет.

## Созыв Объединённого ландтага
3 февраля 1847 года Фридрих Вильгельм IV объявил о созыве общего сословного собрания. Ландтаг должен был собираться только по воле короля, когда возникала необходимость в одобрении налогов и займов. Часть общественности была недовольна такими условиями и призывала к бойкоту собрания. Однако возобладала прагматичная позиция депутатов рейнского ландтага, которые предполагали, что в ходе переговоров Объединённый ландтаг можно будет преобразовать в полноценный парламент.
Долгая зима и связанный с ней неурожай в предыдущем 1846 году привели к нехватке продовольствия в Берлине. Заседания Объединённого ландтага проходили на фоне голодного бунта, известного как картофельная революция. Только около тысячи зрителей наблюдали, как делегаты, несмотря на «почти еще зимние температуры», ехали в своих экипажах от собора к дворцу, чтобы услышать тронную речь Фридриха Вильгельма IV.

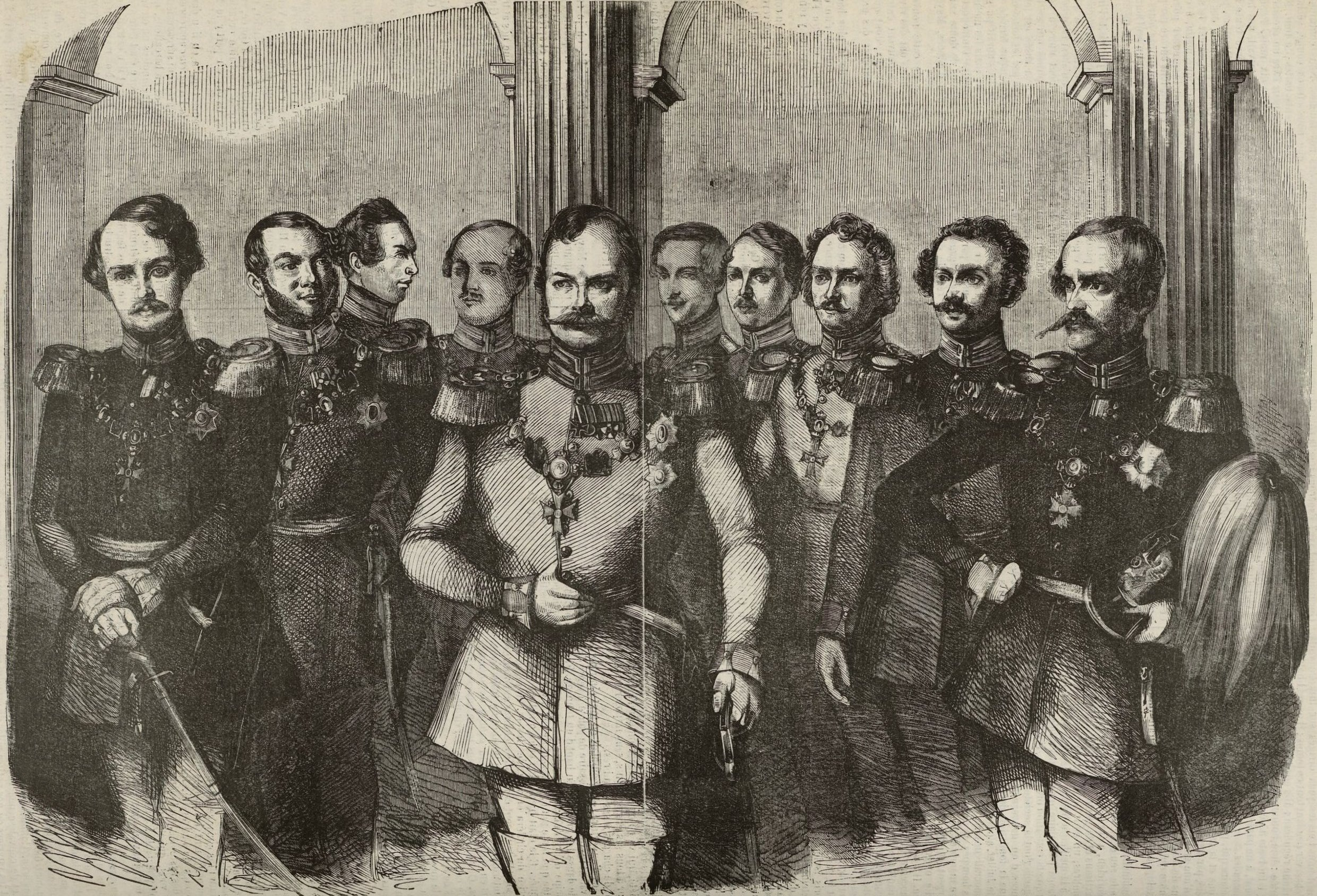
Представители королевской семьи из курии высшего дворянства

11 апреля 1847 года было открыто первое заседание Объединённого ландтага. 613 делегатов расположились в Белом зале Берлинского дворца в соответствии с сословиями и провинциями. Объединенный ландтаг состоял из 70 представителей высшего дворянства, 237 дворян, 182 горожан и 124 представителей крестьянского сословия. Чиновничество и интеллигенция, игравшие доминирующую роль в конституционных государствах Германского союза, представлены не были.
Несмотря на консервативный состав, в ландтаге сформировалась заметная либеральная оппозиция. Её лидерами были представители рейнской буржуазии (Лудольф Кампгаузен, Давид Ханземан, Густав фон Мефиссен) и либеральное дворянство из Восточной Пруссии и Силезии (Альфред фон Ауэрсвальд, Георг фон Финке). Среди консервативных депутатов впервые заявил о себе молодой Отто фон Бисмарк.
Часть общественности надеялась, что Фридрих Вильгельм IV был намерен представить конституционную хартию по французскому образцу. Король обратился к делегатам с получасовой тронной речью, в которой он утверждал, что «выгодное географическое положение» Пруссии и её история не допускают принятия какой-либо письменной конституции: «никакая сила на земле никогда не сможет убедить меня превратить естественные… отношения между государем и народом в конвенциональные, конституционные; я никогда не позволю письменному документу вторгнуться между нашим Господом Богом на небесах и этой страной». По словам Фридриха Вильгельма IV, Пруссия могла выжить в военном и политическом отношении только в том случае, если бы ею руководила «единая воля». Парламент противоречил его взгляду на общество, согласно которому монарх и подданные должны жить в естественной гармонии и с осознанием прав и обязанностей, возложенных на них с рождения.

## Дебаты
Основной конфликт развернулся вокруг интерпретации роли ландтага. Правительство рассматривало его исключительно как орган для одобрения займов. Либеральная оппозиция, напротив, настаивала, что Объединённый ландтаг является тем самым общенациональным представительством, которое было обещано в 1815 и 1820 годах. 20 апреля они потребовали гарантий гражданских прав и упразднения сословной дискриминации. Объединённый ландтаг должен был регулярно созываться и получить полномочия по утверждению законов. Без выполнения этих требований депутаты отказывались одобрять государственные расходы. Оппозиция аргументировала свою позицию тем, что гарантом займов, согласно закону 1820 года, должно выступать постоянное представительство, а не разово созванное собрание.
По словам историка Дэвида Баркли, Объединённый ландтаг превратился в «национальное собрание в зачаточном состоянии». Впервые местные либеральные политики получили возможность обсуждать вопросы, затрагивающие прусское государство в целом. Таким образом, в Пруссии были созданы ранние предпосылки для последующего возникновения партийного ландшафта. Публикация стенограмм и результатов голосования способствовала политизации населения, хотя присутствие зрителей не допускалось. Наиболее влиятельные лидеры оппозиции добились большой популярности. Писатель Адольф Штрекфус жаловался, что «речи Финке, Кампгаузена, Беккерата и других членов оппозиции» уже можно было услышать «в каждой пивной».
Чем дольше затягивались переговоры, тем больше Фридрих Вильгельм IV терял интерес к Объединённому ландтагу. Он часто позволял только докладывать о заседаниях, но сам больше не принимал в них участия. Король заявил, что не желает мириться с какими-либо отклонениями в содержании своего манифеста от 3 февраля и готов лишь к тому, чтобы через 4 года вновь созвать ландтаг. Хотя промышленность на западе и сельское хозяйство на востоке были заинтересованы в развитии транспорта, 8 июня 1847 года строительство Восточной железной дороги было отклонено 363 голосами против 179. 26 июня 1847 года Фридрих Вильгельм распустил ландтаг.

## Последствия
Первый Объединённый ландтаг не смог решить прусский конституционный вопрос. Прусское правительство не только утратило способность проводить фискальную политику, но и усилило сомнения относительно легитимности существующего государственного порядка. Цензура, злоупотребления полиции и социальные трудности способствовали тому, что Пруссия вошла в предреволюционное состояние. Из-за отсутствия возможности выпускать облигации «до 1850 года Пруссия финансировала из государственных средств лишь десятую часть своей железнодорожной сети, тогда как другие государства [имеющие конституцию] финансировали семь десятых».
После начала революции 1848 года Фридрих Вильгельм созвал второй Объединённый ландтаг, чтобы предвосхитить требования всеобщего народного представительства. Второй Объединённый ландтаг принял решение о созыве Национального собрания, которое должно было определить будущую конституцию «по соглашению с короной». Контрреволюционные силы королевского правительства добились роспуска Национального собрания 5 декабря 1848 года. Октроированная конституция, которая впоследствии была изменена во многих отношениях в пользу монарха, окончательно вступила в силу 31 января 1850 года и оставалась действующей до 1918 года. Таким образом, Пруссия превратилась в конституционную монархию, в которой парламент мог оказывать значительное влияние на политику.